# ألفريدو ماركانو
ألفريدو ماركانو (بالإسبانية: Alfredo Marcano)‏ مواليد 17 يناير 1947 في فنزويلا - الوفاة 05 أبريل 2009، كان ملاكم محترف فنزويلي. حقق بطولة رابطة الملاكمة العالمية.

## إحصائيات
خاض خلال مسيرته 62 نزالا، فاز في 44 وتعادل في 5 وخسر في 11. فاز بالضربة القاضية في 29 نزالا.

## روابط خارجية
- ألفريدو ماركانو على موقع بوكس ريك (الإنجليزية) (registration required)